# 克伯
克伯（Kebek Sultan，？—1472年），是笃思忒马黑麻的儿子。其父死后，他继承汗位。他的伯祖父羽奴思，占领了伊犁、阿克苏。他被一些支持他的埃米尔带到焉耆、吐鲁番一带。他于1472年被这些埃米尔杀害，首级献给羽奴思，东察合台汗国重新统一。